# Leontice
Leontice es un género con 4 especies aceptadas, de las 12 descritas, de planta herbáceas  perteneciente a la familia Berberidaceae.

## Taxonomía
El género fue descrito por Carlos Linneo   y publicado en Species Plantarum 1: 312. 1753. La especie tipo es:  Leontice leontopetalum

## Especies aceptadas
- Leontice armeniaca
- Leontice eversmanni
- Leontice incerta
- Leontice leontopetalum[1] - jabonera de Egipto, jabonera de Levante.[3]